# Simón Ramírez (cầu thủ bóng đá, sinh 1998)
Simón Alonso Ramírez Cuevas (sinh ngày 3 tháng 11 năm 1998) là một cầu thủ bóng đá người Chile thi đấu ở vị trí hậu vệ cho Benfica B ở Bồ Đào Nha.